# George Skibine
George Boris Skibine, all'anagrafe Jurij Borisovič Skibin (in russo Юрий Борисович Скибин?; Charkiv, 30 gennaio 1920 – Dallas, 14 gennaio 1981) è stato un ballerino e direttore artistico sovietico naturalizzato statunitense.

## Biografia
George Skibine nacque a Charkiv, figlio di Vera e Boris Skibine, membro dei Balletti russi di Sergej Pavlovič Djagilev. Nel 1937 il padre fu arrestato e giustiziato dal Commissariato del popolo per gli affari interni durante le grandi purghe; verrà riabilitato soltanto nel 1989.
All'età di cinque anni Skibine cominciò a danzare nei balletti russi, studiando e perfezionandosi con Ol'ga Preobraženskaja. Nel 1937 si unì ai Ballets de la Jeaunesse, mentre l'anno successivo fu scritturato dai Ballet Russe de Monte Carlo. Nel 1942 migrò negli Stati Uniti, di cui divenne cittadino l'anno successivo e combatté nell'esercito statunitense fino alla fine della seconda guerra mondiale.
Dopo la fine del conflitto mondiale Skibine continuò a danzare in un gran numero di compagnie, tra cui il Markova-Dolin Ballet (1946), di nuovo con i balletti russi (1947), con il Ballet du Marquis de Cuevas (1947–1956) e la Ruth Page Civic Ballet (1956–1957 e poi ancora nel 1959). Dal 1957 al 1961 danzò con il balletto dell'Opéra di Parigi, di cui fu proclamato danséur étoile nel 1959. Inoltre fu direttore artistico del balletto dell'Opéra di Parigi dal 1958 al 1961, dell'Harkness Ballet dal 1964 al 1966 e del Dallas Civic Ballet nel 1969.
Fu sposato con Marjorie Tallchief (sorella minore di Maria Tallchief) dal 1947 fino alla morte, che lo colse nel 1981 all'età di sessant'anni a causa di un'embolia polmonare. La coppia ebbe due figli.